# George MacDonald

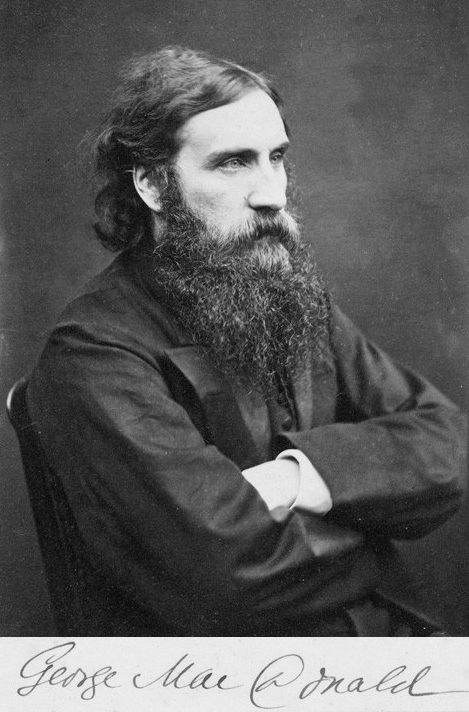
George MacDonald

George MacDonald (* 10. Dezember 1824 in Huntly, Schottland; † 18. September 1905 in Ashtead, Surrey) war ein schottischer Schriftsteller, Dichter und Pfarrer.

## Leben
George MacDonald war ein Sohn von George MacDonald und Helen MacKay. Sein Vater, ein Bauer, gehörte zum MacDonalds-Clan von Glencoe und war ein direkter Nachfahre einer jener Familien, die im Massaker von Glencoe (1692) gelitten hatten. MacDonald wurde vom schottischen Calvinismus geprägt. Doch schon von einem frühen Zeitpunkt an stand er mit dessen Hauptlehren in Konflikt. Als ihm zum ersten Mal die Lehre der Prädestination erklärt wurde, soll er in Tränen ausgebrochen sein (obwohl man ihm deutlich machte, dass er zu den „Erwählten“ gehöre). MacDonald studierte an der Universität von Aberdeen und zog dann nach London, um am Highbury College als presbyterianischer Geistlicher ausgebildet zu werden.
1850 wurde er zum Pastor in Arundel ernannt. Er predigte Gottes universelle Liebe und die Möglichkeit, dass letztendlich niemand verdammt würde. Diese Predigten stießen auf wenig Wohlwollen und man halbierte seinen Lohn. Später verrichtete er den geistlichen Dienst in Manchester. Dort hatte er allerdings keine feste Pfarrstelle, sondern musste sich durch Predigten, Lehrtätigkeiten und das Schreiben ernähren. Sehr geprägt wurde diese Zeit durch den Kontakt mit dem Principal des Owen College (der heutigen University of Manchester) A.J. Scott. In dieser Zeit veröffentlichte er sein erstes bedeutendes dichterisches Werk Within and Without, das ihm Kontakte unter anderem zu Frederick Denison Maurice und Charles Kingsley einbrachte.
Aus gesundheitlichen Gründen musste er Manchester verlassen und zog – nach einem kurzen Aufenthalt in Algerien (der durch Lady Byron, die Witwe von Lord Byron, ermöglicht wurde) – zunächst nach Hastings, wo er Charles Lutwidge Dodgson, besser bekannt unter dem Namen Lewis Carroll, kennenlernte. Dodgson gab den MacDonalds das unpublizierte Manuskript von Alice im Wunderland. Insbesondere die Begeisterung von MacDonalds Sohn Greville war so groß, dass Dodgson überzeugt wurde, es zu publizieren.
Anschließend zog MacDonald nach London. Dort lehrte er zunächst am Bedford College for Women, dann am King’s College. Unter dem Einfluss von Frederick Denison Maurice wurde er Mitglied der Church of England. Mit dem Roman David Elginbrod gelang ihm der literarische Durchbruch. Von nun an konnte er sich hauptsächlich durch seine Bücher ernähren.
MacDonald war zeitweise Herausgeber von Good Words for the Young (Gute Worte für die Jugend) und hielt von 1872 bis 1873 eine lange Vortragstournee in den USA und Kanada. Wenige Jahre später verbrachte er mehr und mehr zumindest die Winter in Italien. In Bordighera wurde sogar ein Haus gebaut, das sich allmählich zu einem geistigen Zentrum der dortigen englischen Kolonie entwickelte.

## Position
In Romanen wie Robert Falconer und auch in seinen schriftlichen Predigten setzte sich MacDonald immer wieder mit der Lehre der Prädestination auseinander. Es gelang ihm, eine eigene Theologie zu entwickeln, die durchaus auch Elemente des Calvinismus positiv aufnimmt, auch wenn sie sich gerade von der doppelten Prädestination klar abgrenzt. Eine zentrale Rolle spielt das Verständnis des Menschen als Kind Gottes, das immer schon von Gott angenommen ist, aber dennoch auch selbst wachsen muss. Damit gelingt es MacDonald, den Menschen zu fordern, ohne ihn zu entmutigen. Auch bietet die Gotteskindschaft des Menschen eine Grundlage für die universale Liebe Gottes zu allen Menschen. MacDonalds Theologie durchzieht sein ganzes Werk, einschließlich der Romane und der Kinderbücher. Heute wird seine Theologie zunehmend wiederentdeckt und erneut in den theologischen Diskurs eingebracht.
MacDonalds bekannteste Werke sind die Fantasyromane Phantastes (deutsch: Phantastus bzw. Phantastes (Ausgabe mit Bildern von Friedrich Hechelmann)), The Princess and the Goblin (deutsch: Die Prinzessin und die Kobolde), The Princess and Curdie (deutsch: Die Prinzessin und Curdie), At the Back of the North Wind (deutsch: Hinter dem Nordwind) und Lilith. MacDonald schrieb auch zahlreiche kürzere Märchen – z. B. The Golden Key (deutsch: Der goldene Schlüssel) – und veröffentlichte einige Predigtbände. Er war zu seiner Zeit aber in erster Linie durch seine zahlreichen Romane bekannt. Diese werden in den letzten Jahren langsam wiederentdeckt. Zu nennen wären etwa noch Alec Forbes of Howglen, David Elginbrod, Sir Gibbie, Donald Grant und Robert Falconer.

## Rezeption
MacDonalds Werke, insbesondere die Märchen und Fantasyromane, inspirierten so bekannte Autoren wie W. H. Auden, J. R. R. Tolkien G. K. Chesterton und Madeleine L’Engle. C. S. Lewis schrieb, dass er MacDonald als seinen Lehrmeister betrachte und bezeichnete selbst The Great Divorce: A Dream als einen Tribut an George MacDonald. So gibt es kaum ein Werk Lewis', in dem er MacDonald nicht zitierte. Selbst Mark Twain, der MacDonald anfänglich verachtete, gehörte nach einem Treffen in Amerika zu seinem Freundeskreis, und es gibt Hinweise, dass Twain durch MacDonald beeinflusst wurde. So schickte Twain stolz eine Kopie seines The Prince and the Pauper (1881) an MacDonald. Ein damaliger Rezensent erkannte in Die Abenteuer des Tom Sawyer Parallelen zu MacDonalds Alec Forbes of Howglen.

## Werke

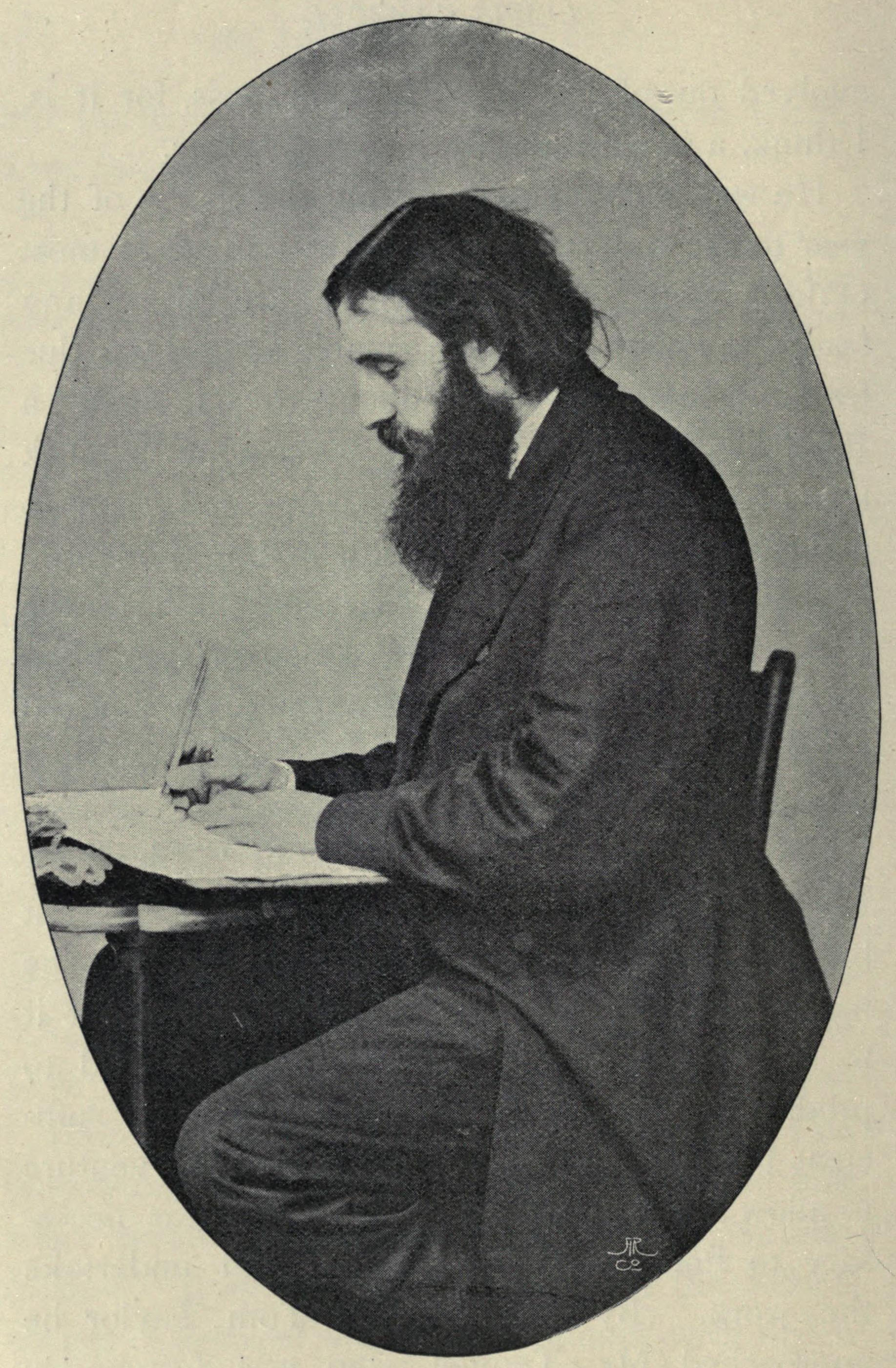
George MacDonald beim Schreiben, 1863

### Prosa
- Phantastes; a faerie romance, 1858 
  - Deutsche Ausgabe: Phantastus. Ein Feenmärchen. Robinson, Frankfurt am Main 1984.
- David Elginbrod, 1863 (Roman) 
  - Deutsche Ausgabe: David Elginbrod. Heyder & Zimmer 1873.
  - Seine erste Liebe. Francke[15], Marburg 1991
- The Portent: a story of the inner vision of the Highlanders, commonly called the Second Sight, 1864 (Erzählung)
- Adela Cathcart, 1864 (Roman mit eingeflochtenen Märchen, nämlich: The Light Princess; The Bell; Birth, Dreaming, and Death; The Curate and His wife; The Shadows; The Broken Swords; My Uncle Peter; The Giant’s Heart; A Child’s Holiday; The Cruel Painter; The Castle)
- Alec Forbes of Howglen, 1865 (Roman) 
  - Deutsche Ausgabe: Die Waise von Glamerton. Francke, Marburg 1988.
- Annals of a Quiet Neighbourhood, 1867 (Roman)
  - Deutsche Ausgabe: Schatten über Oldcastle Hall. Francke, Marburg 1986.
- Dealings with the Fairies, 1867 (Märchen); enthält: The Light Princess, The Giant’s Heart, The Shadows, Cross purposes, The Golden Key
  - Deutsche Ausgabe: Die Lachprinzessin. Aus dem Englischen übersetzt von Hildegard Krahé. Diogenes, Zürich 1976.
  - Deutsche Ausgabe: Der goldene Schlüssel. Aus dem Englischen übersetzt von Hildegard Krahé. Diogenes, Zürich 1976.
- Guild Court, 1868 (Roman)
- Robert Falconer, 1868 (Roman)
- The Seaboard Parish, 1868 (Roman) 
  - Deutsche Ausgabe: Stürme über Kilkhaven. Francke, Marburg 1987.
- At the Back of the North Wind, 1871 (Phantastische Erzählung für Kinder)
  - Deutsche Ausgabe: Hinter dem Nordwind. Freies Geistesleben, Stuttgart 1993.
- Ranald Bannerman’s Boyhood, 1871 (Roman) 
  - Deutsche Ausgabe: Eine Kindheit in Schottland. Francke, Marburg 1990.
- Works of Fancy and Imagination, 1871 (Werkausgabe in 10 Bänden)
- Wilfrid Cumbermede, 1872 (Roman)
- The Vicar’s Daughter, 1872 (Roman)
  - Deutsche Ausgabe: Des Pfarrers Tochter. Francke, Marburg 1989.
- The Princess and the Goblin, 1872 (Märchen)
  - Deutsche Ausgabe: Die Prinzessin und der Kobold. Freies Geistesleben, Stuttgart 1996.
- Gutta-Percha Willie, the working genius, 1873 (Roman)
- Cross purposes and Other Stories, 1874 (Märchen); enthält: Cross purposes, The Golden Key, The Carasoyn, Little Daylight.
- Malcolm, 1875 (Roman)
  - Deutsche Ausgabe: Lady Florimel und der Fischer. Francke, Marburg 1986.
- The Wise Woman [später: The Lost Princess; auch: A Double Story], 1875 (Märchen)
- St. George and St. Michael, 1876 (Roman)
- Thomas Wingfold, Curate, 1876 (Roman)
  - Deutsche Ausgabe: Um Liebe und Barmherzigkeit. Francke, Marburg 1992.
- The Marquis of Lossie, 1877 (Roman)
  - Deutsche Ausgabe: Das Geheimnis des Marquis. Francke, Marburg 1986.
- Paul Faber, Surgeon; 1879 (Roman) 
  - Deutsche Ausgabe: Lady Juliet. Francke, Marburg 1995.
- Sir Gibbie, 1879 (Roman)
  - Deutsche Ausgabe: Das Lied des Baronets. Francke, Marburg 1987.
- Mary Marston, 1881 (Roman)
- Castle Warlock: A Homely Romance [auch: Warlock O’ Glenwarlock: A Homely Romance], 1882 (Roman)
- Weighed and Wanting, 1882 (Roman)
- The Gifts of the Child Christ, and other tales; 1882 (Märchen)
- Orts [später: A Dish of Orts; Chiefly Papers on the Imagination, and on Shakespeare] 1882 (literaturkritische Essays)
- The Day Boy and the Night Girl (auch: The Romance of Photogen and Nycteris), 1882 (Märchen)
  - Deutsche Ausgabe: Der Tagjunge und das Nachtmädchen; enthalten in Die Lichtprinzessin und Das Herz des Riesen. Robinson, Frankfurt am Main 1984.
- The Princess and Curdie, 1883 (Märchen) 
  - Deutsche Ausgabe: Die Prinzessin und Curdie. Freies Geistesleben, Stuttgart 1997.
- Donal Grant, 1883 (Roman)
  - Deutsche Ausgabe: Der geheimnisvolle Raum. Francke, Marburg 1989.
- Stephen Archer, and other tales; 1883 (Neuauflage von The Gifts of the Child Christ, and other tales); enthält: Stephen Archer; The Gifts of the Child Christ; The History of Photogen and Nycteris; The Butcher’s Bills; A Port in a Storm und If I had a Father
- The Portent and Other Stories, 1884 (Erzählungen); enthält: The Portent; The Cruel Painter; The Castle; Wow o’ Rivven; The Broken Swords; The Gray Wolf und Uncle Cornelius, His Story
- The Tragedie of Hamlet, Prince of Denmarke: A Study with the Text of the Folio of 1623, 1885
- What’s Mine’s Mine, 1886 (Roman)
- Home Again, 1887 (Roman)
- The Elect Lady, 1888 (Roman)
- A Rough Shaking, 1890 (Roman)
- There and Back, 1891 (Roman)
- The Flight of the Shadow, 1891 (Roman)
- Heather and Snow, 1893 (Roman)
- The Light Princess and Other Fairy Tales, 1893 (Märchen); enthält: The Light Princess; The Giant’s Heart; The Shadows; Cross Purposes; The Golden Key; The Carosyn und Little Daylight
  - Deutsche Ausgabe: Die Lichtprinzessin und Das Herz des Riesen. Robinson, Frankfurt am Main 1984.[16]
- A Dish of Orts, 1893 (Revision von Orts, 1882 – literaturkritische Essays)
- The Fantastic Imagination, 1893 (Essay)
- Lilith, 1895 (phantastischer Roman)
  - Deutsche Ausgabe: Lilith. Aus dem Englischen übersetzt von Uwe Herms. Klett-Cotta, Stuttgart 1977.
- Salted with Fire, 1897 (Roman)
- Rampolli, 1897 (1876 als Exotics veröffentlicht)
- Far Above Rubies, 1898 (Roman)

### Lyrik
- Within and Without: a dramatic poem, 1855
- Poems, 1857
- A Hidden Life and Other Poems, 1864 (Gedichte)
- England’s Antiphon, 1868 (Geschichte der englischen religiösen Lyrik)
- The Disciple and Other Poems, 1867
- Violin songs and Other Poems, 1874 (Gedichte und Lieder)
- A Book of Strife, in the Form of The Diary of an Old Soul, 1880 (Gedichte)
- A Threefold Cord: poems by three friends, 1883
- Poems, 1887 (Gedichte)
- A Cabinet of Gems, 1891 (ausgewählte Sammlung englischer Dichter der Renaissance)
- Poetical Works (2 Bände – enthält bis dahin unveröffentlichter Gedichte), 1893
- Scotch Songs and Ballads, 1893

### Predigten
- Unspoken Sermons. First Series, 1867
- The Miracles of Our Lord, 1870
- Unspoken Sermons. Second Series, 1885
- Unspoken Sermons. Third Series, 1889
- The Hope of the Gospel, 1892

### Übersetzungen
- Exotics, 1876 (Übersetzungen deutscher Gedichte von Novalis, Matthias Claudius, Goethe, Heine, Luther, Salis-Seewis, Uhland und Schiller, italienischer Gedichte von Petrarca und Milton)

### Posthum
- An Expression of Character: The Letters of G.M., 1994 (zusammengestellte Briefe)

## Zitate
„Doch wie eitel alle Worte klingen,

    Keines nennt die großen Schmerzen;

Und der Quell, dem sie entspringen,

    Ist die stumme Sehnsucht tief im Herzen. – Phantastes“

„Wenn eine Seele wirklich lebendig ist, dann ist sie auch in der Lage, lebendige Dinge hervorzubringen. Es gibt eine Seele, deren Gedanken lauter starke, glückliche Geschöpfe sind und deren Träume lebendige Gestalt haben. […] Alle lebendigen Dinge waren von Anfang an Gedanken. Sie sind daher geeignet, jenen zu dienen, die denken. – Lilith“

„Etwa in der Mitte der Ebene ließen sie sich nieder, um in einem Schattenhaufen auszuruhen. Nachdem sie eine Weile so gesessen hatten, sahen sie auf und stellten fest, daß sie beide weinten. Beide sehnten sie sich nach dem Land, aus dem die Schatten fielen.

    ‚Wir müssen das Land finden, von dem die Schatten kommen‘, sagte Moosi.

    ‚Wir müssen, lieber Moosi‘, erwiderte Zotti. ‚Was, wenn dein goldener Schlüssel der Schlüssel zu ihm wäre?‘

    ‚Ach! Das wäre großartig‘, gab Moosi zurück. – Der goldene Schlüssel“

„Die Augen der Eltern wissen den Ausdruck ihrer Kinder wohl zu deuten, und als Curdie das Häuschen betrat, sahen seine Eltern gleich, daß sich etwas Ungewöhnliches ereignet hatte. Als er zu seiner Mutter sagte: ‚Es tut mir leid, daß ich so spät bin‘, lag etwas im Ton, das ihr über die Höflichkeit hinaus zu Herzen ging, denn es schien dorther zu kommen, wo alle schönen Dinge geboren werden, bevor sie in dieser Welt zu wachsen beginnen. – Die Prinzessin und Curdie“

„‚Hast du mit ihr gesprochen, Diamant?‘

    ‚Nein. Niemand spricht dort. Sie sehen sich nur gegenseitig an und verstehen alles.‘ – Hinter dem Nordwind“

## Zitate über George MacDonald
„Die magische Erzählung, das Märchen kann als ein Mirour de l’Omme dienen, und es kann auch (doch dies ist nicht so leicht) zum Träger eines Mysteriums gemacht werden. Dies hat jedenfalls George MacDonald versucht, und das Ergebnis waren bezwingend schöne Geschichten, wo es ihm gelang wie im Goldenen Schlüssel (den er ein Märchen genannt hat), und selbst dort noch, wo es ihm teilweise mißriet wie in Lilith (die er eine Romanze genannt hat). – J. R. R. Tolkien, Über Märchen“

„Die meisten Mythen wurden in prähistorischen Zeiten geschaffen, und vermutlich wurden sie überhaupt nicht von Einzelpersonen bewußt gemacht. Aber hin und wieder taucht in der modernen Welt ein Genie auf, ein Kafka oder ein Novalis, der eine solche Geschichte erschaffen kann. MacDonald ist das größte Genie dieser Art, das ich kenne. – C. S. Lewis“

„Für Bewunderer MacDonalds, zu denen ich zähle, hat sein Werk etwas von der Wirkung einer halluzinatorischen Droge. Eine seiner Geschichten zu Ende gelesen zu haben, ist gleichbedeutend mit dem Erwachen aus einem Traum – aus einem eigenen Traum, und die besten unter ihnen rufen langvergessene Vorstellungen und Gefühle wach; sie rühren an etwas ‚Tiefverborgenes‘, das der Erinnerung täuschend ähnlich ist, ohne sich je völlig mit ihr zu decken. – Maurice Sendak“